# Lotse

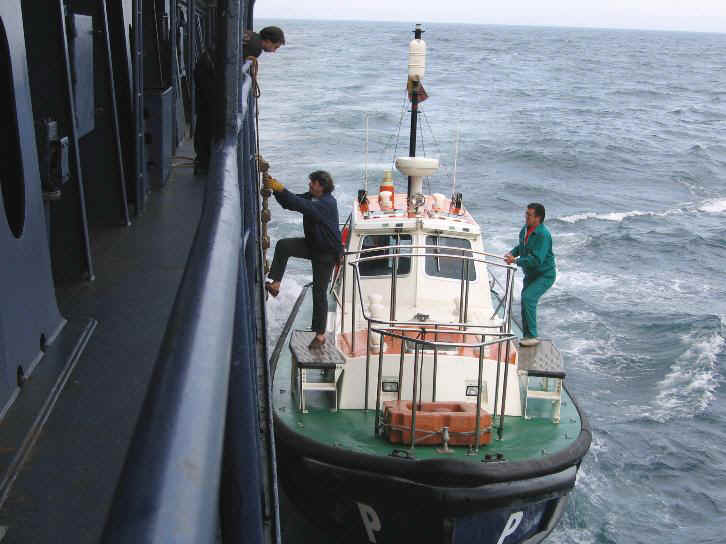
Übernahme des Lotsen vom Lotsenboot

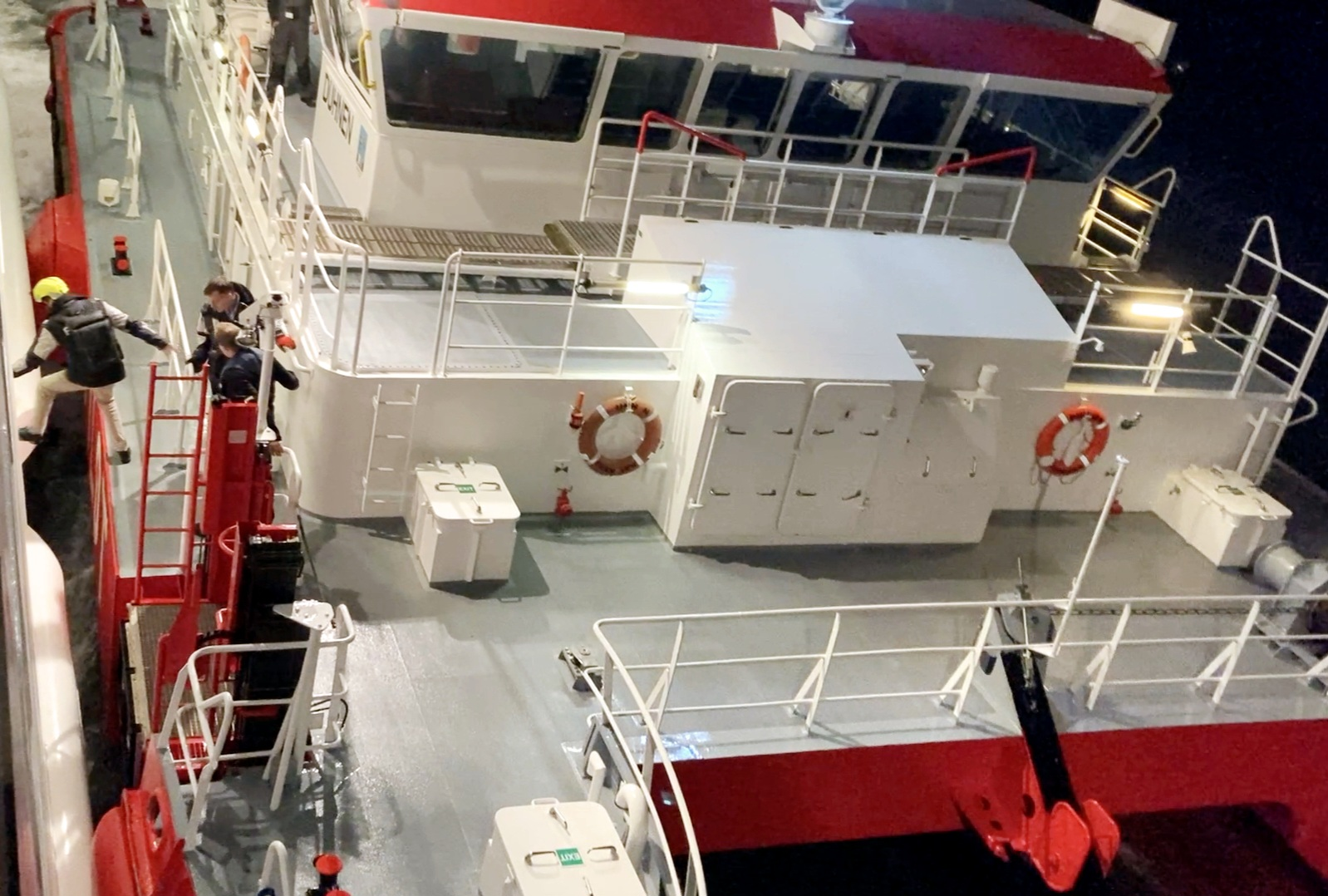
Lotse geht an Bord der AIDAprima am 24. August 2024

Ein Lotse ist in der Seefahrt meist (in Deutschland grundsätzlich) ein erfahrener Nautiker (Kapitän) mit mehrjähriger praktischer Erfahrung, der bestimmte Gewässer so gut kennt, dass er die Führer von Schiffen sicher durch Untiefen, vorbei an Schifffahrtshindernissen und dem übrigen Schiffsverkehr geleiten kann. Lotsen üben ihre Tätigkeit als Berater des Kapitäns eines Schiffes aus. Mit Lotsenbooten (internationale Aufschrift: „PILOT“) oder Hubschraubern werden sie von einem Schiff zum anderen bzw. von der Lotsenstation zum Schiff gebracht. Außerdem führen sie Radarberatung durch. Dafür sind entlang der wichtigsten Verkehrswege Radarketten eingerichtet worden. Lotsen in den Verkehrszentralen (Seeschifffahrt) bzw. Revierzentralen (Binnenschifffahrt) beobachten die Radargeräte und beraten Schiffsführer über Funk.

## Begriff
Der Begriff Lotse kommt ursprünglich aus der Seefahrt. Der Begriff leitet sich entweder von englisch loadsman ‚Geleitsmann‘ ab oder stammt aus der Mittelniederdeutschen Sprache, in der der Loedsage derjenige ist, der ‚das Lot hält‘. Im Englischen wird der Lotse als pilot bezeichnet. Im deutschsprachigen Raum war diese Bezeichnung, die sich vom Begriff peilen ableitet, bis zum Jahr 1880 gebräuchlich.

## Reviere

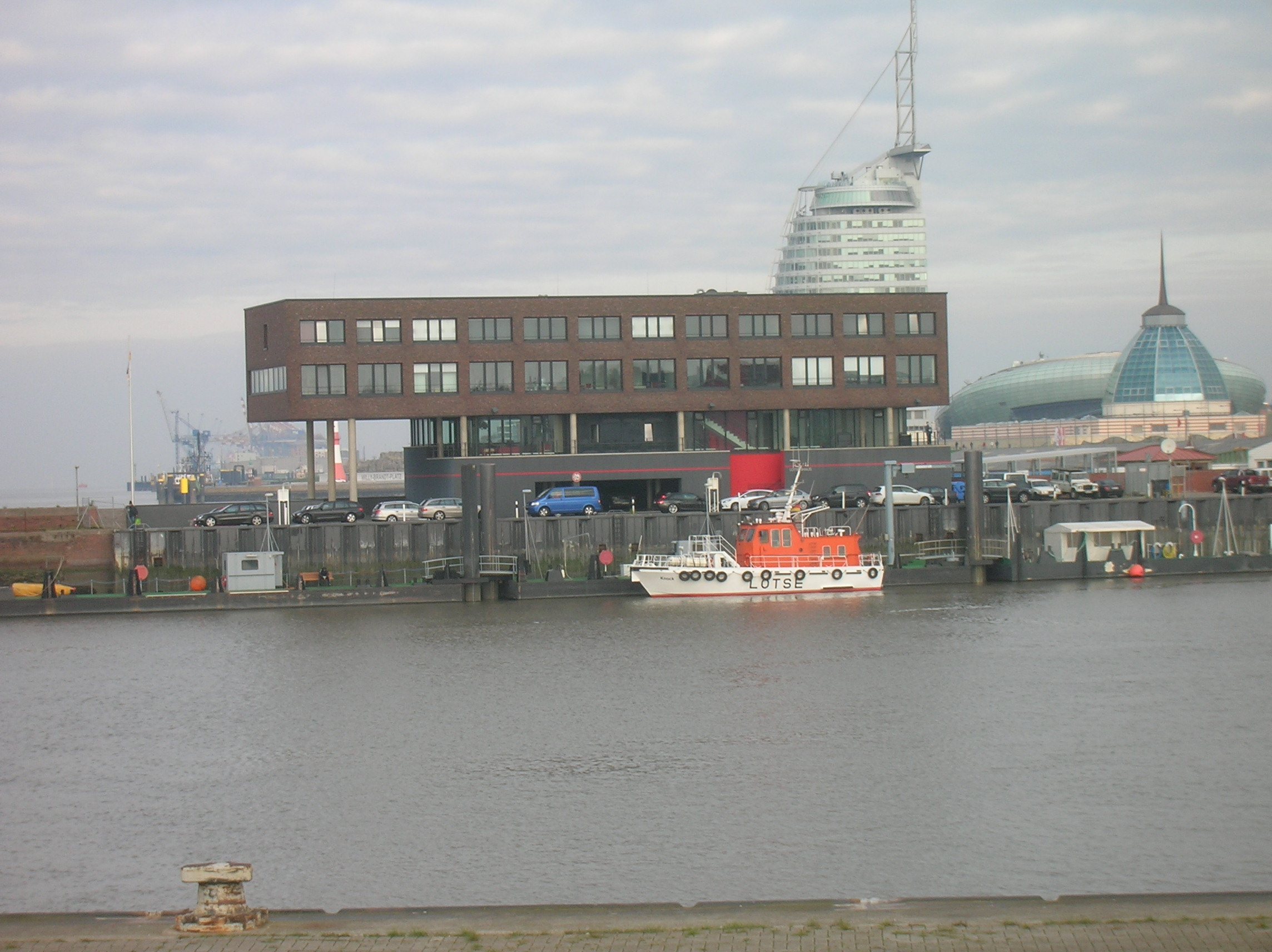
Lotsenstation Bremerhaven

Durch Tiden und Lockersedimente ändern sich die Tiefenverhältnisse von Flüssen und Kanälen ständig. Wind, stetig wechselnde Strömungen, andere Ereignisse wie etwa Nebel sowie die übrigen Verkehrsteilnehmer beeinflussen die sichere Führung eines Schiffes zu jeder Zeit unterschiedlich. Da die Hauptaufgabe der Lotsen der Schutz von Menschen, Schiff und Umwelt sowie die Unterstützung einer effizienten Verkehrsführung auf den Wasserstraßen und in den Häfen ist, wird in vielen Gewässern der Welt die Unterstützung durch einen Lotsen auch vorgeschrieben (Lotsenannahmepflicht). Die hierfür fällige Gebühr richtet sich häufig nach der Tonnage des Schiffes.

## Deutschland

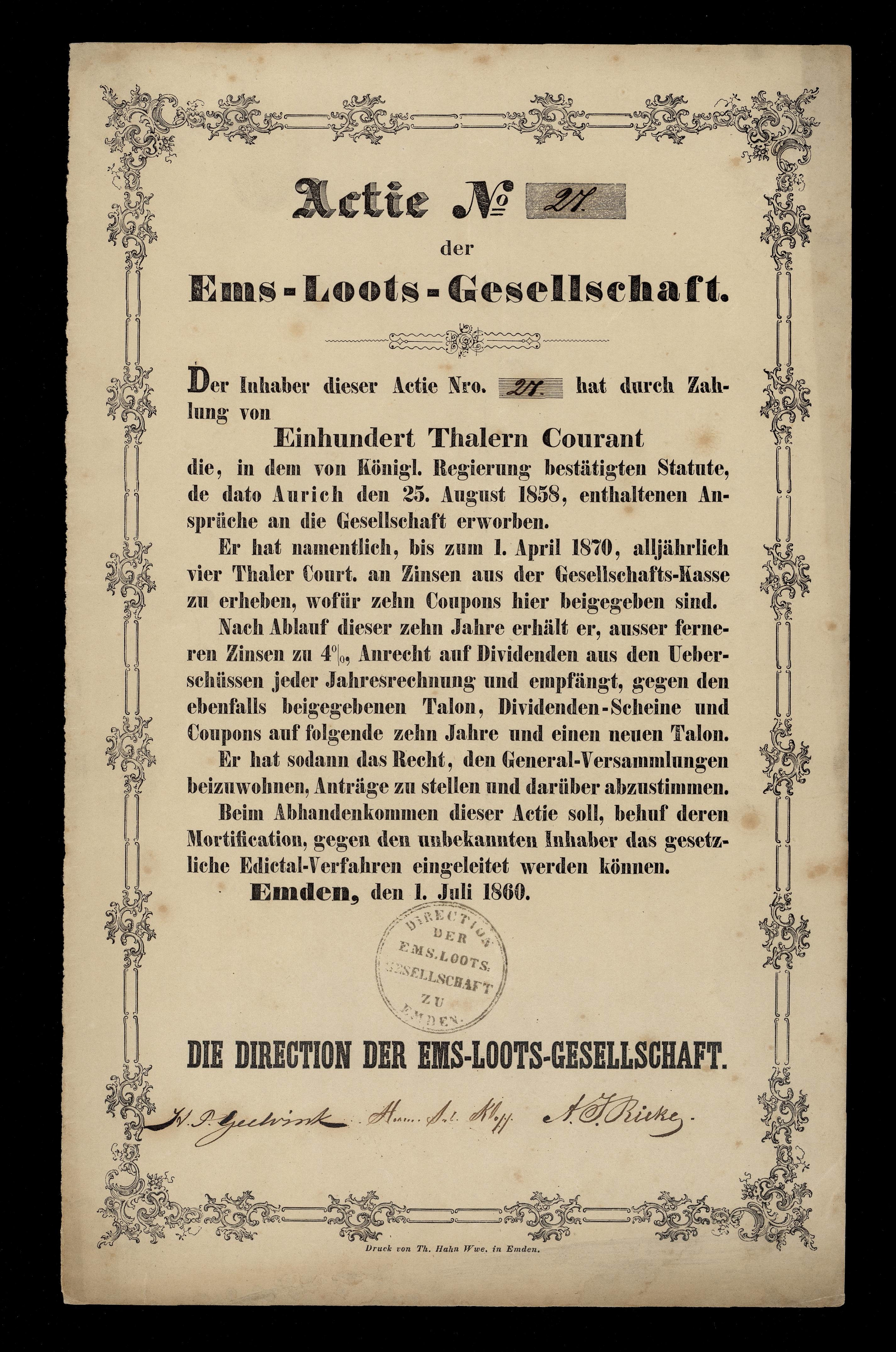
Aktie der Ems-Loots-Gesellschaft von 1860; diese Gesellschaft war für den Lotsendienst auf der Ems bis zu ihrer Auflösung 1947 zuständig

In Deutschland gilt im Bereich von Ems, Jade, Weser, Elbe, Nord-Ostsee-Kanal, Flensburger Förde, Kieler Förde, Trave, Wismar, Warnow und Stralsund sowie in den Häfen von Hamburg und Bremerhaven die Lotsenannahmepflicht seit 2003 insbesondere für Gefahrgut. Für weitere Reviere, wie in der westlichen Ostsee (insbesondere für die Kadetrinne), werden weitere Regelungen zur Lotsenpflicht international angestrebt.
In Deutschland gibt es See- und Hafenlotsen, die sich in neun Lotsenbrüderschaften (Körperschaften öffentlichen Rechts) selbst organisieren und die Lotsendienste auf dem jeweiligen Revier für die internationale Seeschifffahrt rund um die Uhr sicherstellen. Diese Lotsen werden von der zuständigen staatlichen Behörde für das bestimmte Revier, für das sie ausgebildet wurden, nach erfolgreicher Prüfung zugelassen. Grundlage sind die See- bzw. Hafenlotsgesetze. Der Bund führt die Aufsicht über die Seelotsen an Elbe (242; Sitz Hamburg), Nord-Ostsee-Kanal I (131; Sitz Brunsbüttel), Nord-Ostsee-Kanal II / Kiel / Lübeck / Flensburg (146 Bezirk Kiel, 22 Bezirk Lübeck; Sitz Kiel), Weser II / Jade (101; Sitz Bremerhaven), Weser I (40; Sitz Bremen), Ems (33; Sitz Emden) und an den ostdeutschen Ostseehäfen Wismar, Rostock und Stralsund (31, Sitz Warnemünde). Die Zahlen beziehen sich auf das Jahr 2007. Für den Hamburger Hafen (75 Lotsen) und Bremerhaven (30 Lotsen) gibt es dem jeweiligen Bundesland unterstehende Hafenlotsen (Zahlen von 2012 für Hamburg und 2013 für Bremerhaven).
Neben diesen See- und Hafenlotsen findet man den Begriff des Lotsen in der Seeschifffahrt noch für den Überseelotsen sowie in der Binnenschifffahrt für den sogenannten Hilfsschiffsführer. Die Überseelotsen unterstützen den Kapitän eines Seeschiffes in der Navigation im freien Seeraum.
Zusätzlich gibt es in Deutschland den Begriff des Distanzlotsen. Distanzlotsen beraten die Fahrzeuge bei Bedarf oder auf behördliche Anordnung auf den freien Seestrecken zwischen den seewärtigen Grenzen von Seelotsrevieren oder von den seewärtigen Reviergrenzen nach Häfen ohne Lotsannahmepflicht. So z. B. von der Lotsenstation der Außenelbe nach Husum oder zwischen den Außenstationen der Kieler und der Flensburger Förde.
Die Lotsen in der Binnenschifffahrt übernehmen die Funktion eines Schiffsführers für eine begrenzte Zeit und Wegstrecke auf einer bestimmten Binnenwasserstraße (z. B. früher die Rheinlotsen auf dem Mittelrhein). Lotsen in der Binnenschifffahrt kommen insbesondere auf den Wasserstraßen zum Einsatz, für die neben dem Schifferpatent ein Streckenzeugnis für den jeweiligen Flussabschnitt vorgeschrieben ist.
Im lokalen Sprachgebrauch findet man noch die Begriffe Böschlotsen oder Flusslotsen etwa für die Seelotsen auf der Strecke von Brunsbüttel bis Hamburg oder Bremerhaven bis Bremen.
Die Monopolkommission vertritt in ihrem 19. Hauptgutachten die Auffassung, es bestünden Wettbewerbsdefizite im deutschen Seelotswesen. Die Verbindung aus Selbstverwaltung und Aufsicht des Bundes habe ein abgeschlossenes und relativ intransparentes System hervorgebracht, in dem Wettbewerb zugunsten scheinbarer Sicherheitsargumente ausgeschlossen werde. Unter anderem empfiehlt sie, die Organisationsform als Körperschaften des öffentlichen Rechts zu überdenken. Der Bundesverband der See- und Hafenlotsen kritisierte die Ergebnisse des Gutachtens als „sehr einseitig und teilweise falsch“.

## Metaphorischer Gebrauch

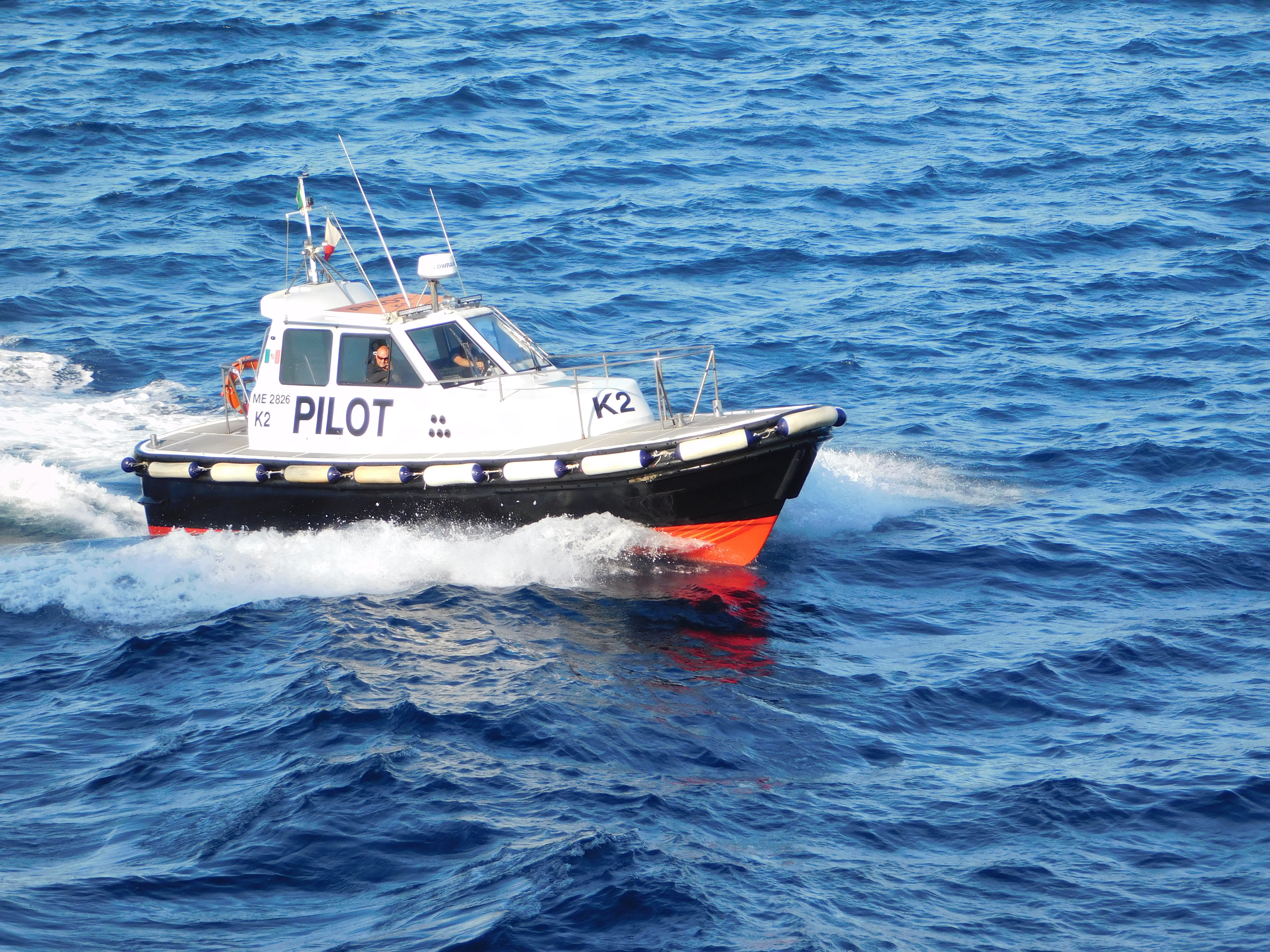

Im geflügelten Wort „Der Lotse geht von Bord“, das auf die gleichnamige Karikatur zurückgeht, fand das Ende der Bismarckära seinen treffenden Ausdruck.

## Eisenbahn
Im Eisenbahnbetrieb wird als Lotse eine streckenkundige Person bezeichnet, die einem nicht streckenkundigen Triebfahrzeugführer mitgegeben wird, der eine für ihn fremde Strecke befährt. Das gleiche Verfahren wird auch angewandt, wenn ein Triebfahrzeugführer außerhalb des Netzes der eigenen Bahnverwaltung die Strecke einer fremden (z. B. ausländischen) Bahnverwaltung befährt.

## Lotsendienst für Pkw
Von den 1950er bis in die 1990er Jahre gab es einen Lotsendienst des ADAC an der Bundesautobahn 8 in München. Für anfangs 3 DM pro Stunde konnte man hier einen Lotsen im Pkw mitnehmen, der einen an den Zielort navigierte.

## Lotse im Feuerwehrdienst
Bei der Feuerwehr in Österreich wird der Lotse zur Absicherung und Einweisung weiterer Einsatzkräfte eingesetzt. Die Ausbildung wird meist mit jener des Nachrichtendienstes durchgeführt. Speziell für Lotsen werden Verkehrsreglerkurse, die von der Polizei durchgeführt werden, abgehalten.

## Siehe auch

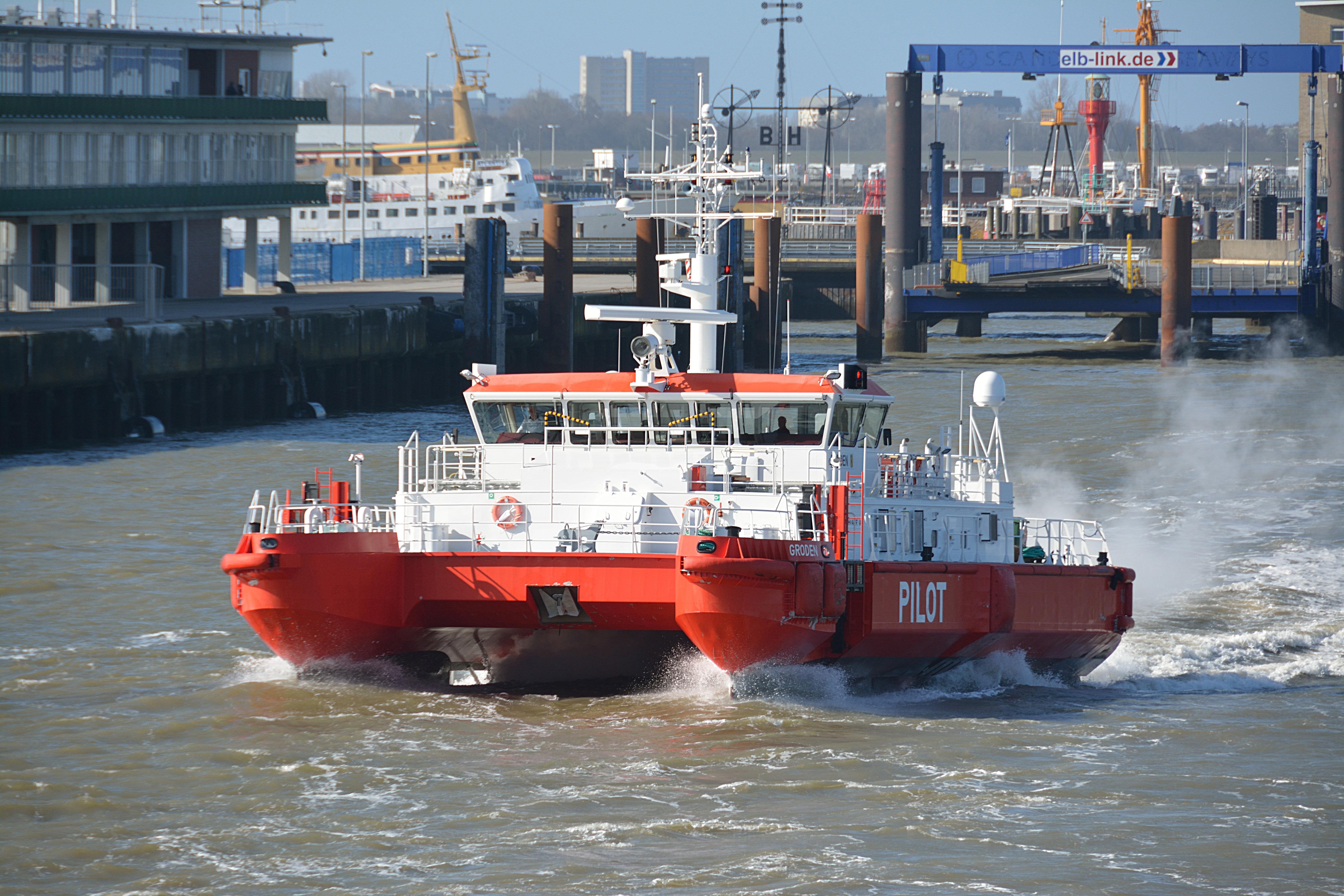
SWATH-Lotsenboot „Groden“ in Cuxhaven